# Mateusz Correa Megallanes
Mateusz Correa Megallanes, (hiszp.) Mateo Correa Magallanes (ur. 23 lipca 1866 w Tepechitlán, zm. 6 lutego 1927 w Durango) – święty Kościoła katolickiego, działający na terenie diecezji Durango prezbiter, ofiara prześladowań antykatolickich zapoczątkowanych w okresie rewolucji meksykańskiej, męczennik.

## Życiorys
Pochodził z ubogiej rodziny Rafaela Correa i Concepción Magallanes. Studia odbył w seminarium duchownym w Zacatecas dzięki stypendium za wyniki w nauce. Po otrzymaniu 20 sierpnia 1893 roku święceń kapłańskich skierowany został do pracy na terenie diecezji Durango. Mszę prymicyjną odprawił 1 września we Fresnillo. Będąc administratorem parafii w Concepción del Oro, udzielił Pierwszej Komunii Świętej późniejszemu męczennikowi Michałowi Augustynowi Pro. Kolejne probostwo objął w Colotlán, ale ścigany po wybuchu rewolucji schronił się w León. W czasie gdy nasiliły się prześladowania katolików, po opublikowaniu w 1926 roku dekretu rządu E. Callesa nakazującego księżom opuszczenie parafii i przeniesienie do miast, pełnił obowiązki proboszcza w Valparaiso. Pozostał na terenie posługi, pomieszkując w prywatnych mieszkaniach. Za to, że pełnił obowiązki kapłańskie, trzykrotnie był aresztowany i więziony. Apostolat realizował wśród ludzi ubogich, prowadząc ewangelizację na terenie diecezji Durango. 30 stycznia 1927 roku został zatrzymany, gdy udawał się z posługą sakramentu namaszczenia. Nakłonił żołnierzy do uwolnienia zatrzymanego z nim syna chorej, do której został wezwany. W czasie przesłuchań odmówił złamania tajemnicy spowiedzi, za co z rozkazu generała E. Ortiza został rozstrzelany przed cmentarzem w Durango.
Atrybutem świętego męczennika jest palma.
Śmierć Mateusza Correa Megallanesa była wynikiem nienawiści do wiary (łac.) odium fidei, a przestępstwem posługa kapłańska. Po zakończeniu procesu informacyjnego na etapie lokalnej diecezji, który toczył się w latach 1933–1988 w odniesieniu do męczenników okresu prześladowań Kościoła katolickiego w Meksyku, został beatyfikowany 22 listopada 1992 roku w watykańskiej bazylice św. Piotra, a jego kanonizacja na placu Świętego Piotra, w grupie Krzysztofa Magallanesa Jary i 24 towarzyszy, odbyła się 21 maja 2000 roku. Wyniesienia na ołtarze Kościoła katolickiego dokonał papież Jan Paweł II.
Relikwie Mateusza Correa Megallanesa zostały przeniesione do kaplicy San Jorge Mártir katedry w Durango, które jest miejscem szczególnego kultu świętego.
Wspomnienie liturgiczne obchodzone jest w dies natalis (6 lutego).